# Lompi Family Park
Lompi Family Park est un parc d'attractions situé dans la commune de Djerma dans la wilaya de Batna en Algérie.

## Localisation
Le parc est situé à Djerma, à environ 20 km au nord-est de Batna, proche de aéroport de Batna et à proximité du parc animalier de Djerma.

## Création
Créé par le promoteur immobilier Lombarkia, le parc a pour ambition de participer à la diversification des activités culturelles et de loisirs de la région[évasif].
Depuis sa création, le parc s'est régulièrement étendu et le nombre annuel de visiteurs en fait l'un des plus importants parcs de la rive Sud de la Méditerranée[réf. nécessaire].

## Attractions
Le parc comporte de nombreuses attractions comme une piste de quad moderne ainsi qu'une grande piste de karting et de nombreux manèges pour enfants et attractions pour adultes,.

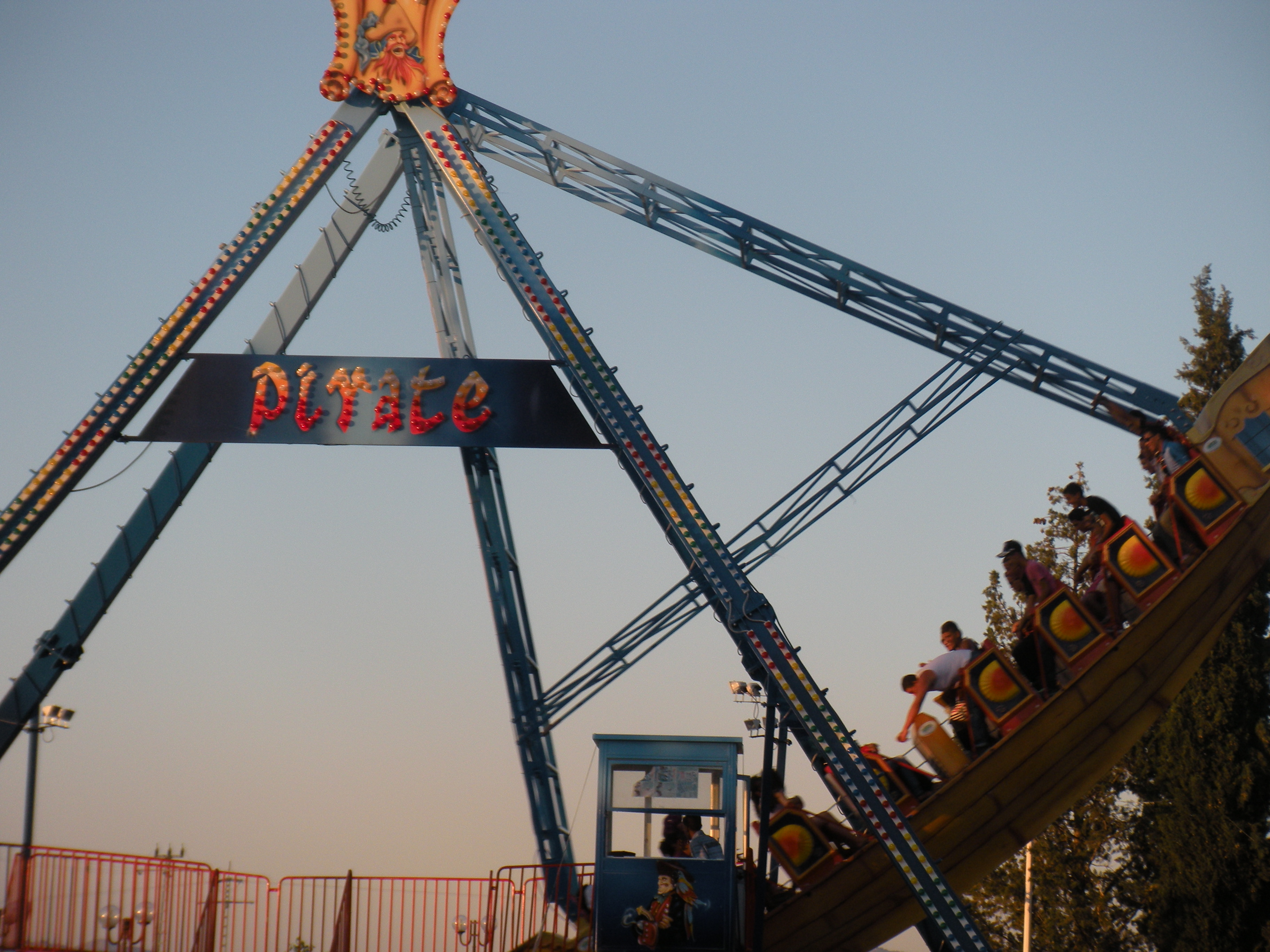
Bateau-pirate au Lompi Family Park
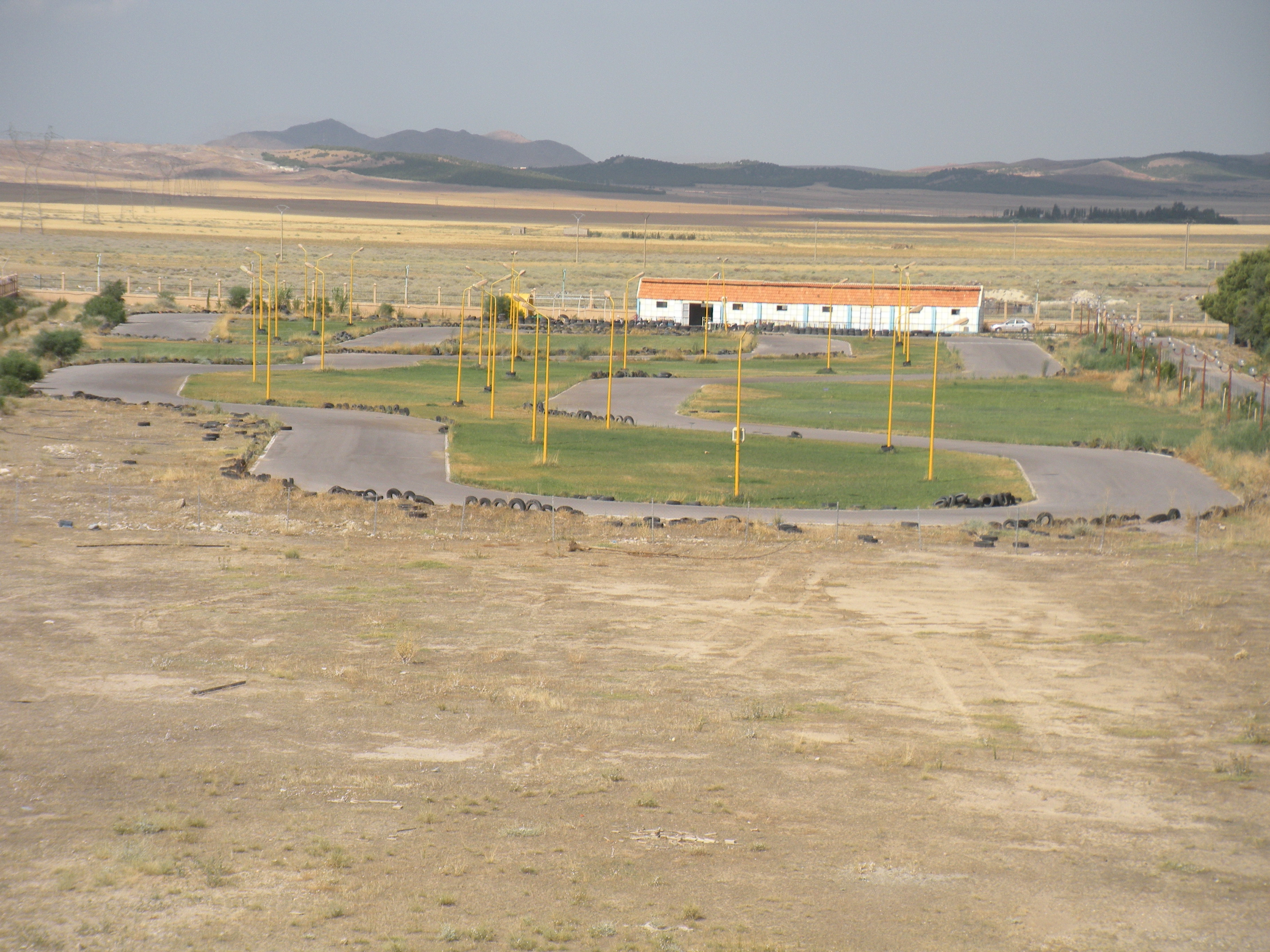
Karting vu de haut au Lompi Family Park
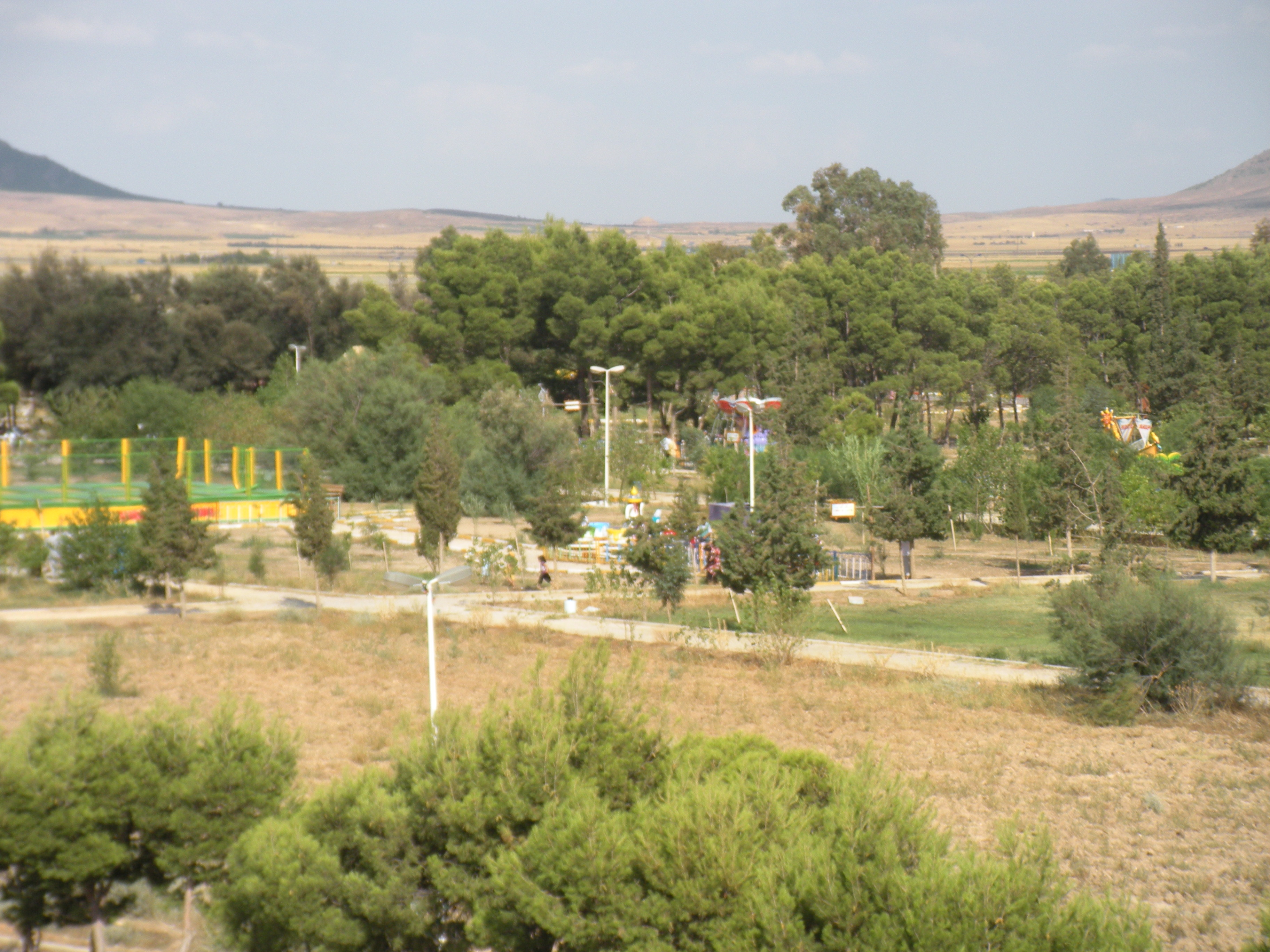
Attractions Coté Ouest(enfants) vu de haut au Lompi Family Park de Djerma

### Autres attractions

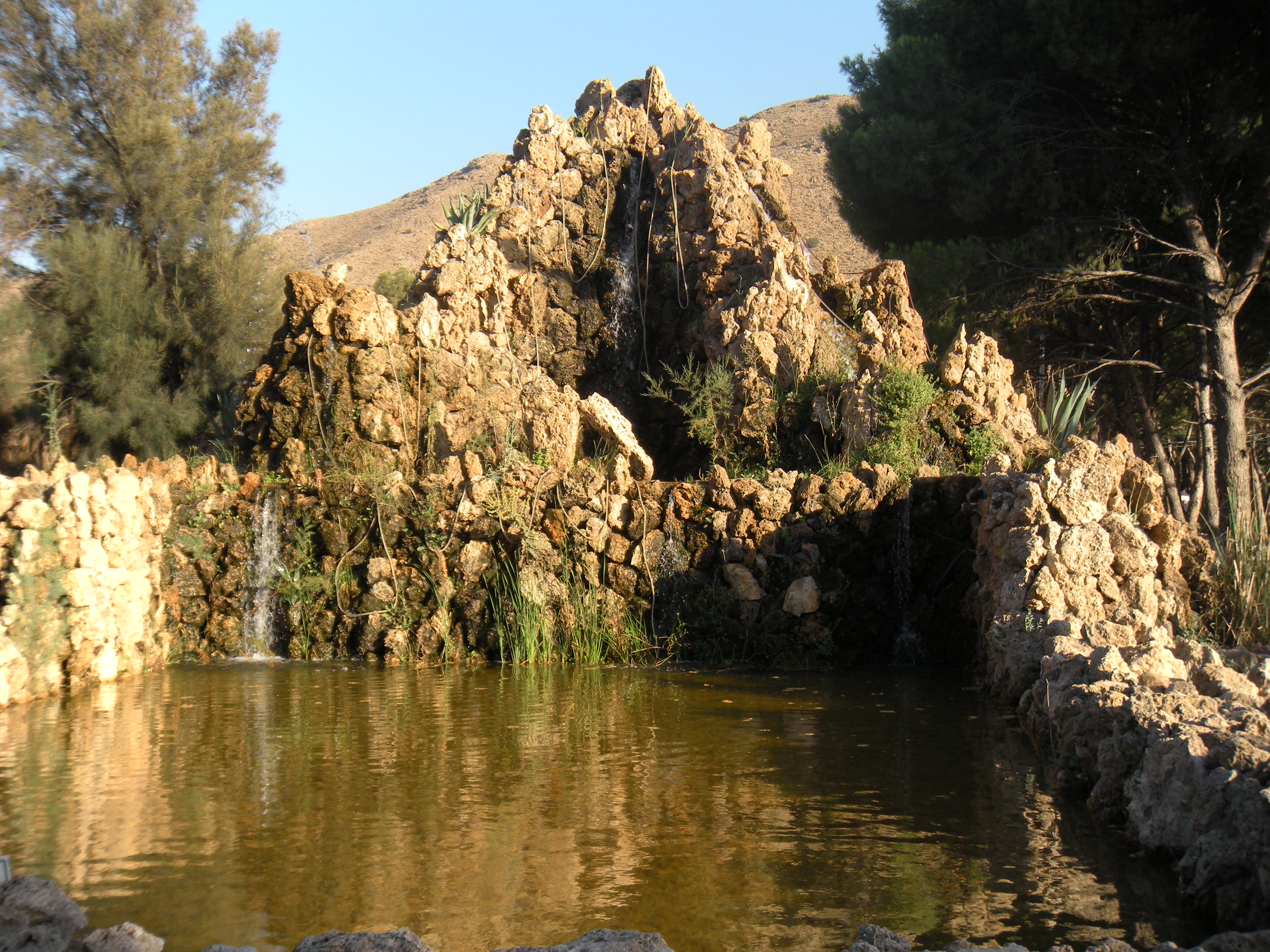
Fontaine magique au sein du Lompi Family Park de Djerma près de Batna

Autres attractions dont dispose également le parc:
- Autos tamponneuses
- Carrousel
- Chaises volantes (Family Swing)

Un mini train dont l'usage est généralement réservé aux enfants sillonne l'ensemble du parc.

## Aqualand
Inauguré à l'été 2009 et ouvert au public le 5 juillet 2009, l'aqualand de Batna-Djerma est l'un des tout premiers aqualand à voir le jour au Maghreb. Il est doté de cinq piscines et sept toboggans géants ainsi que d'un équipement anti-moustiques,.
Les responsables tablent sur une affluence moyenne de 1800 visiteurs par jour au minimum.

### Toboggan aquatique

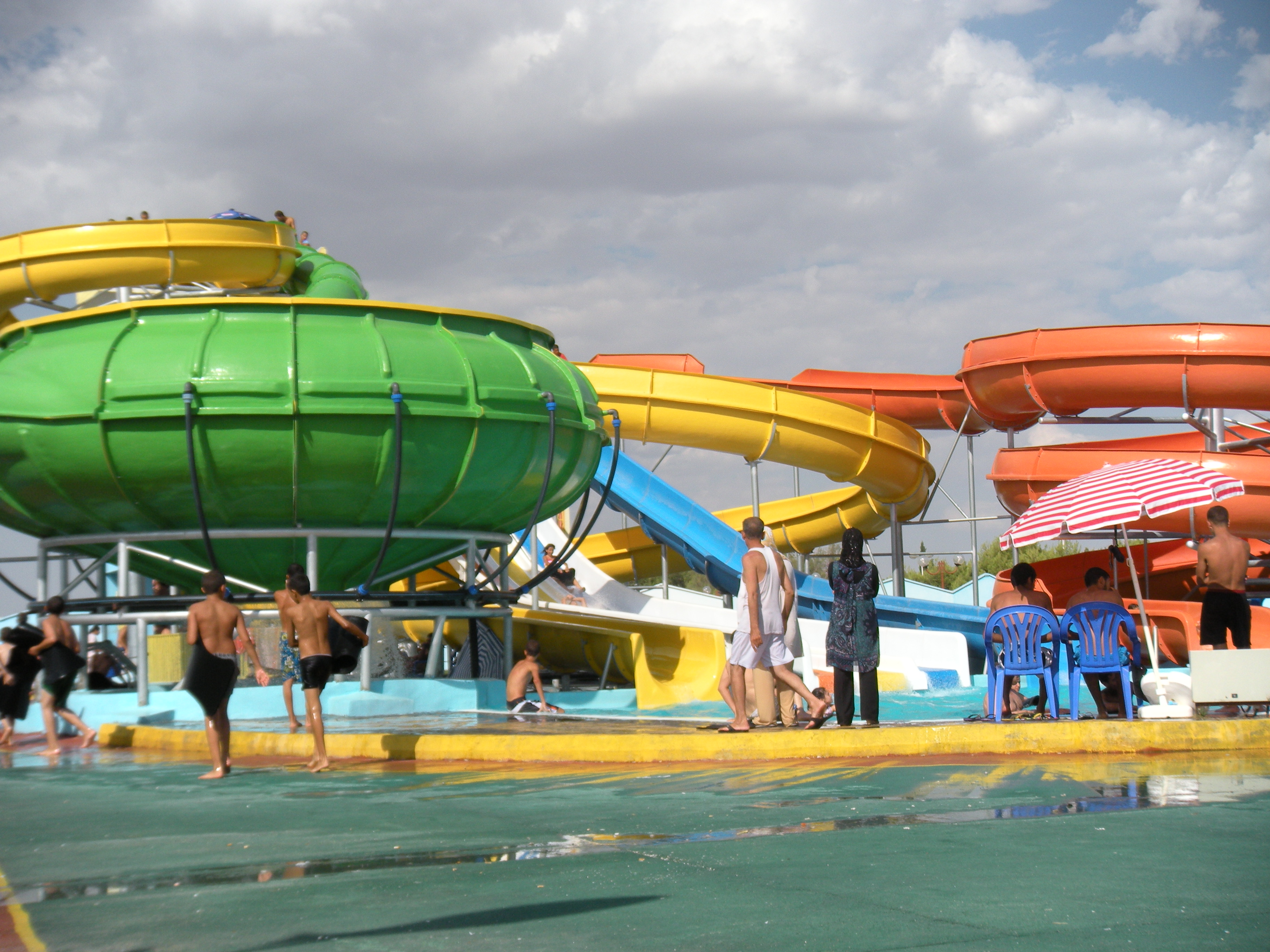
Toboggans au sein de l'Aqualand du Lompi Family Park de Djerma
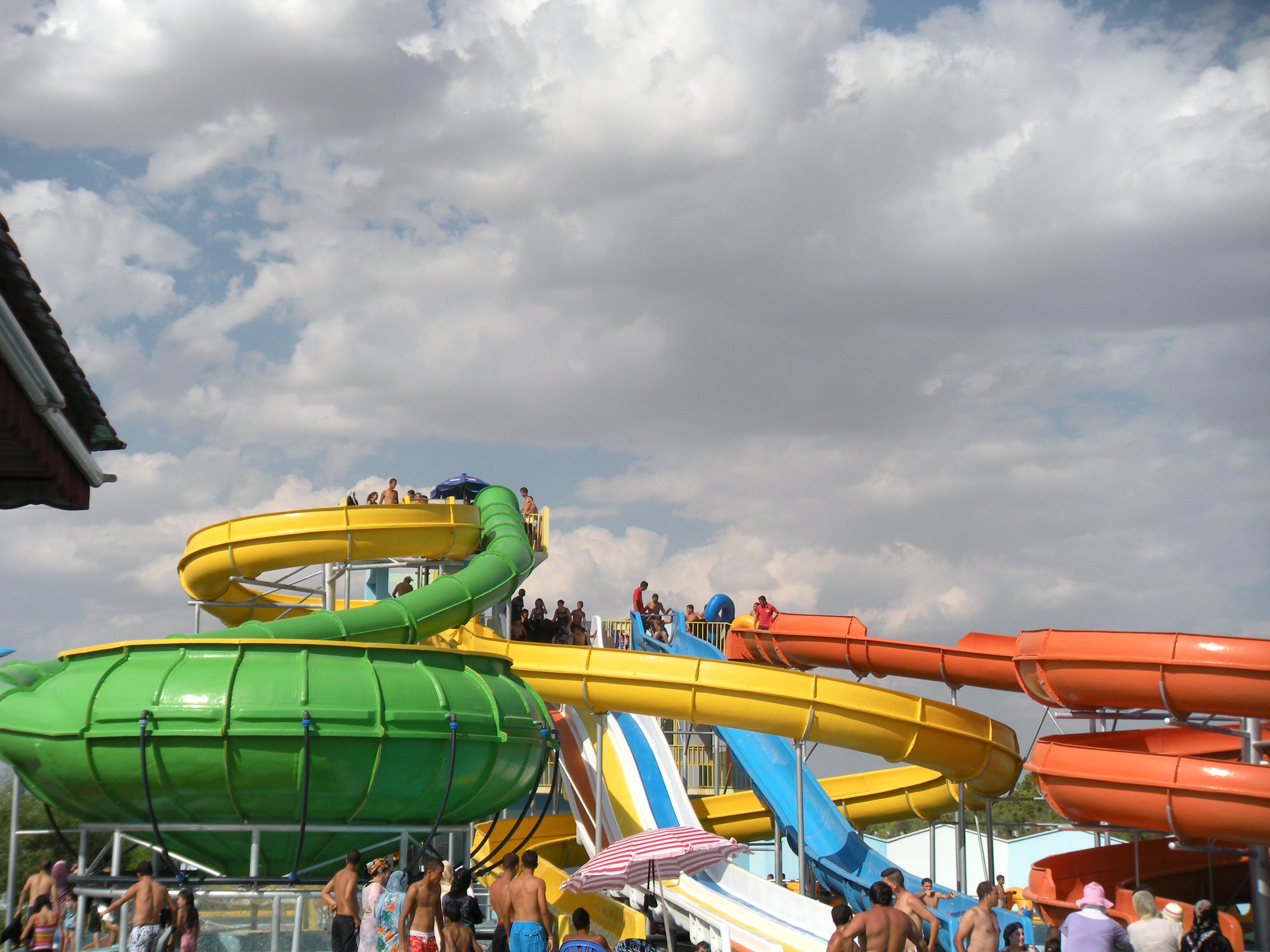
Toboggans vus de face au Lompi Family Park
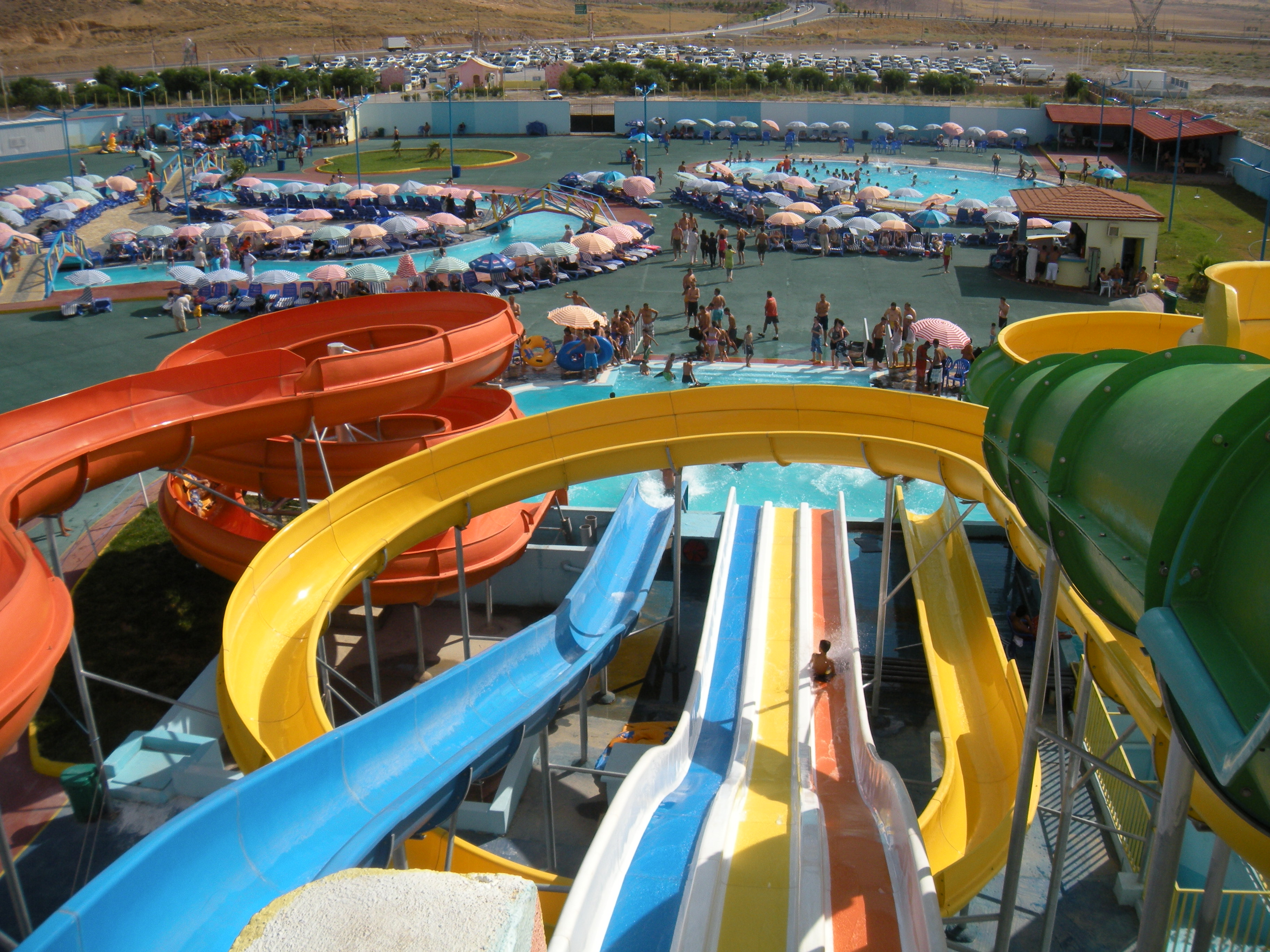
Toboggans vu de haut avec vu sur l'Aqualand et le Parking au loin au Lompi Family Park

### Piscines

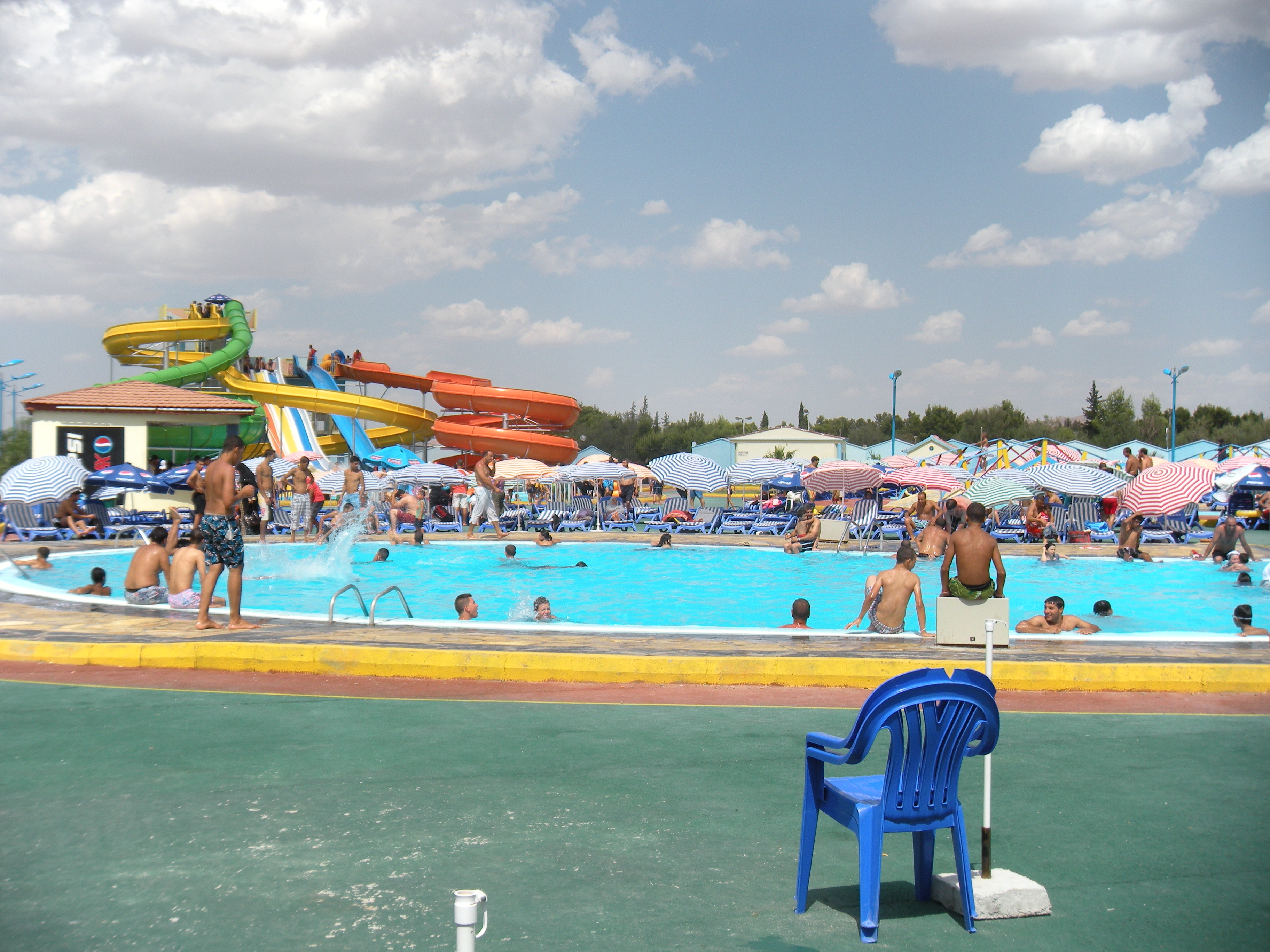
Piscine adulte au sein de l'Aqualand du Lompi Family Park
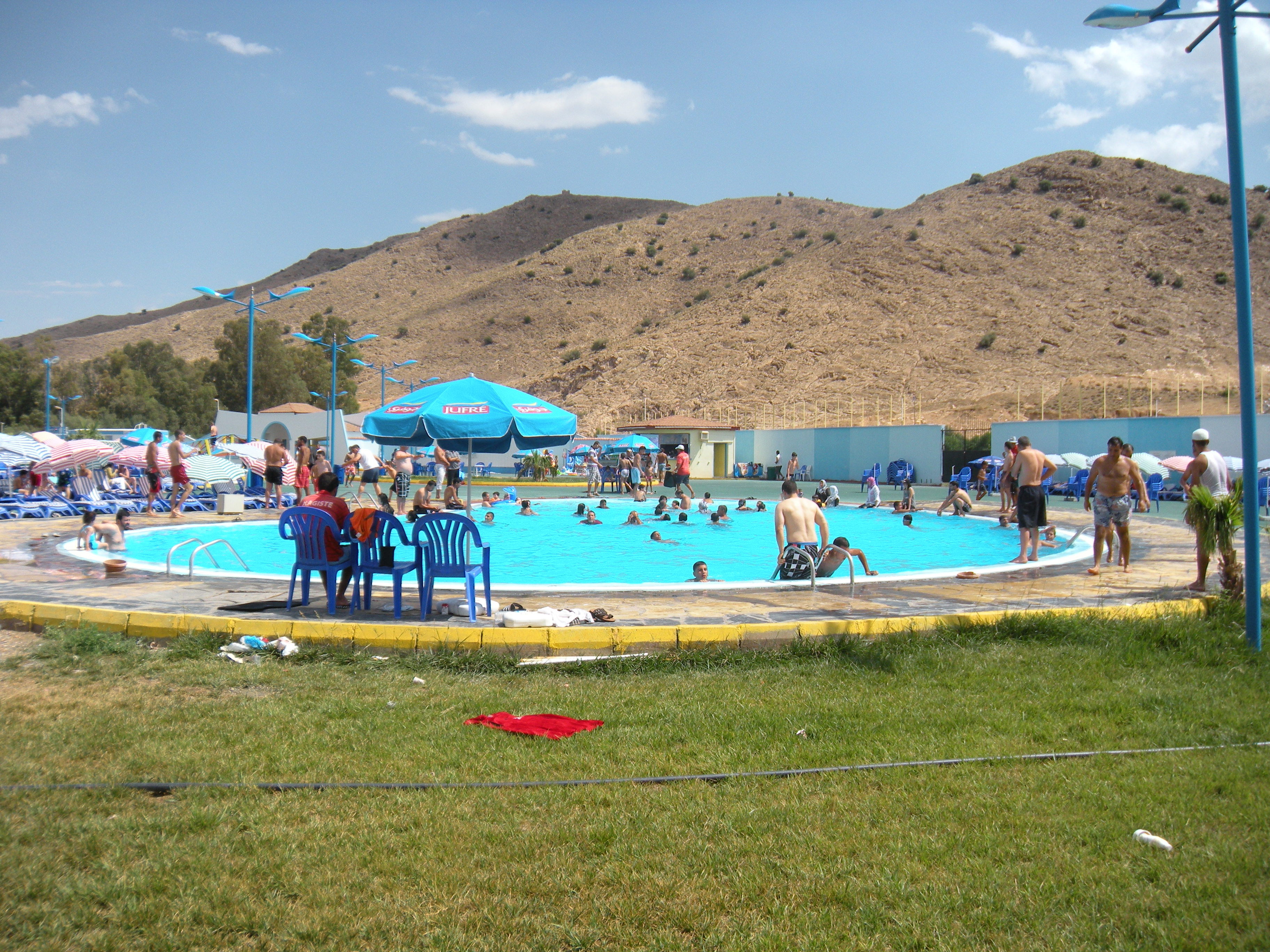
Piscine au sein de l'Aqualand vu de côté dans le Lompi Family Park
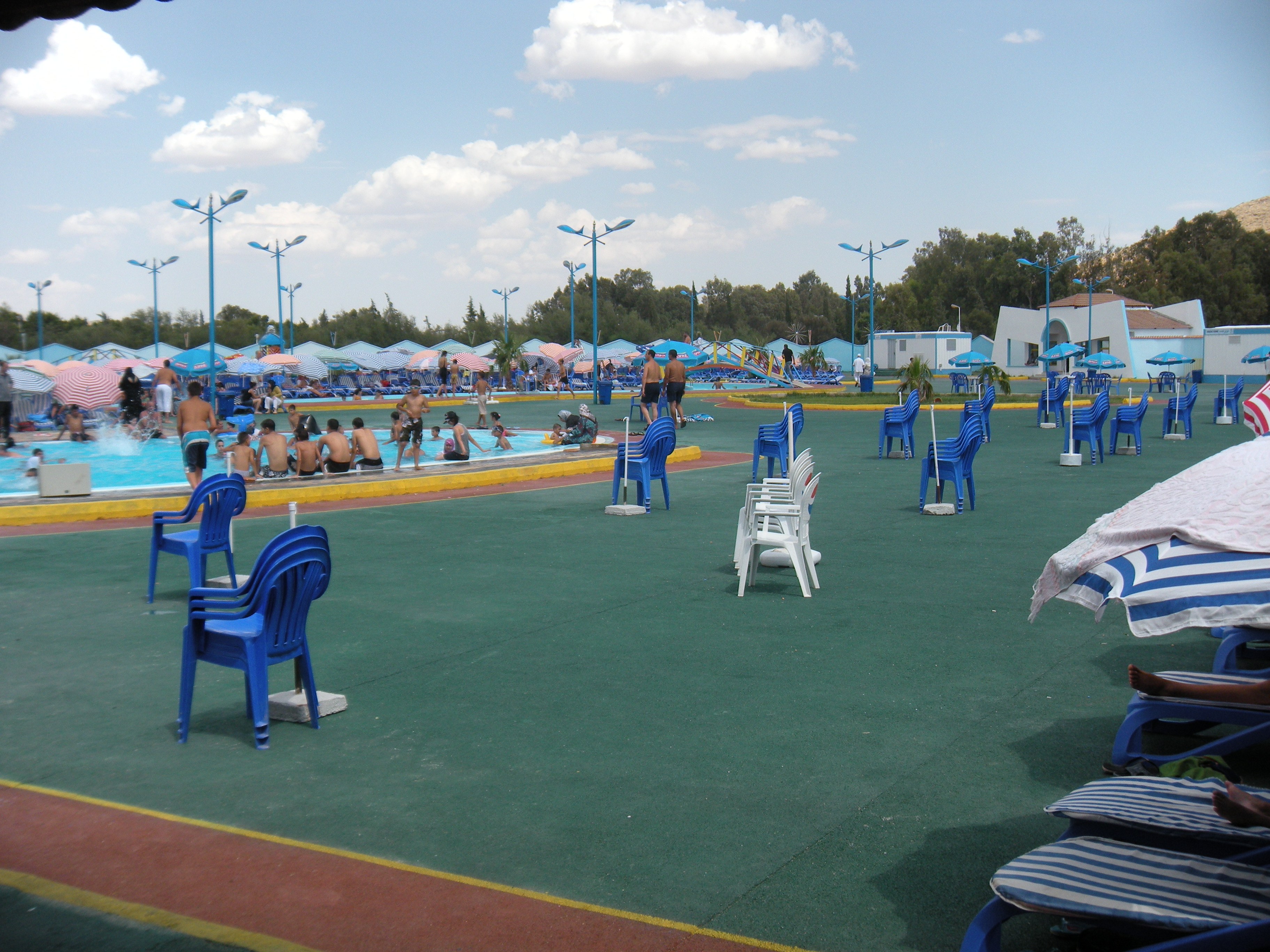
Piscine adulte avec vu sur l'espace transats de l'Aqualand du Lompi Family Park

### Rivière paresseuse
La rivière paresseuse du Lompi Family Park serpente au sein même du parc aquatique sur une longueur comprise environ entre 150 mètres et 200 mètres. 

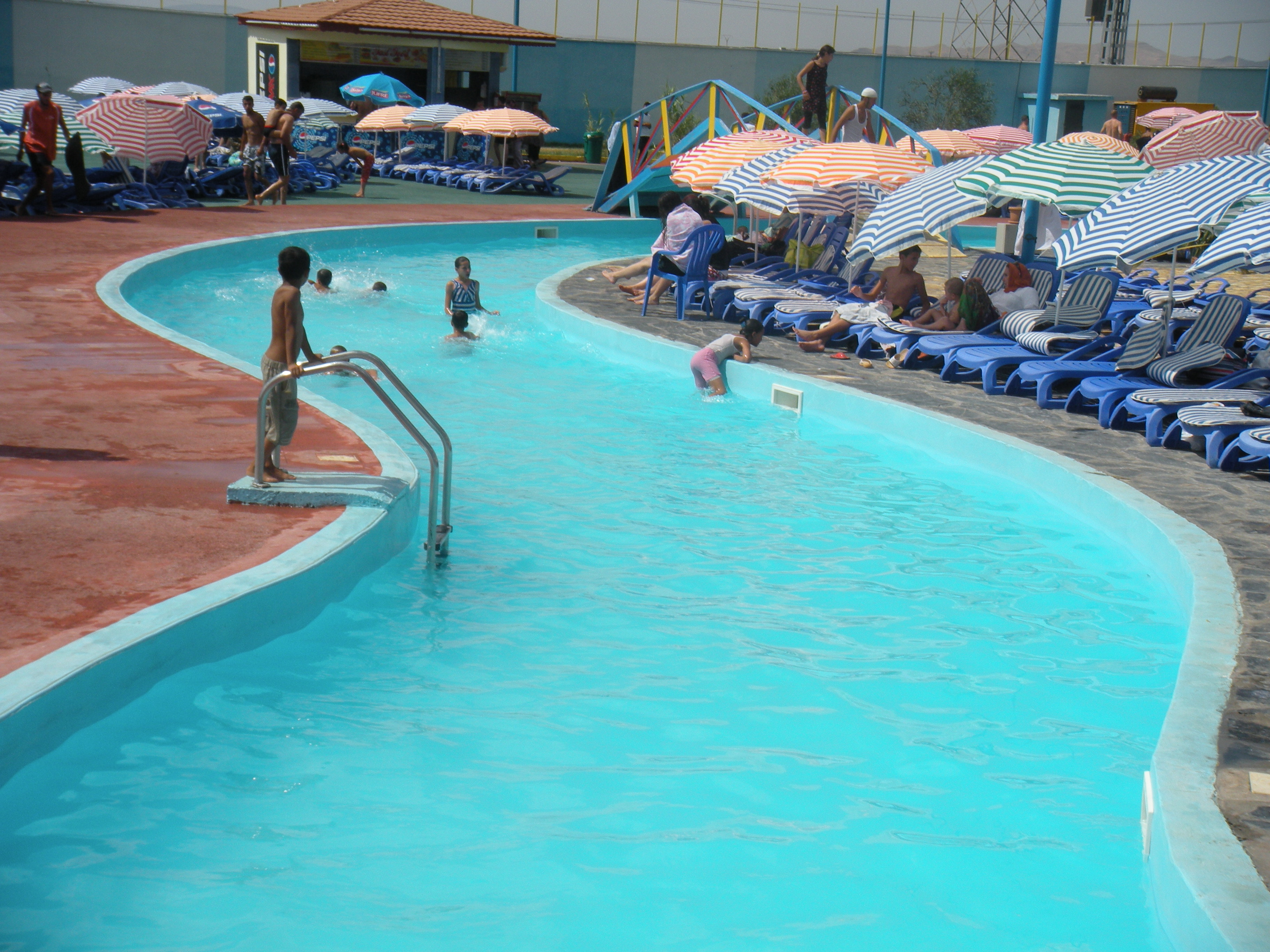
Rivière paresseuse au sein de la partie aquatique du Lompi Family Park à Djerma près de Batna
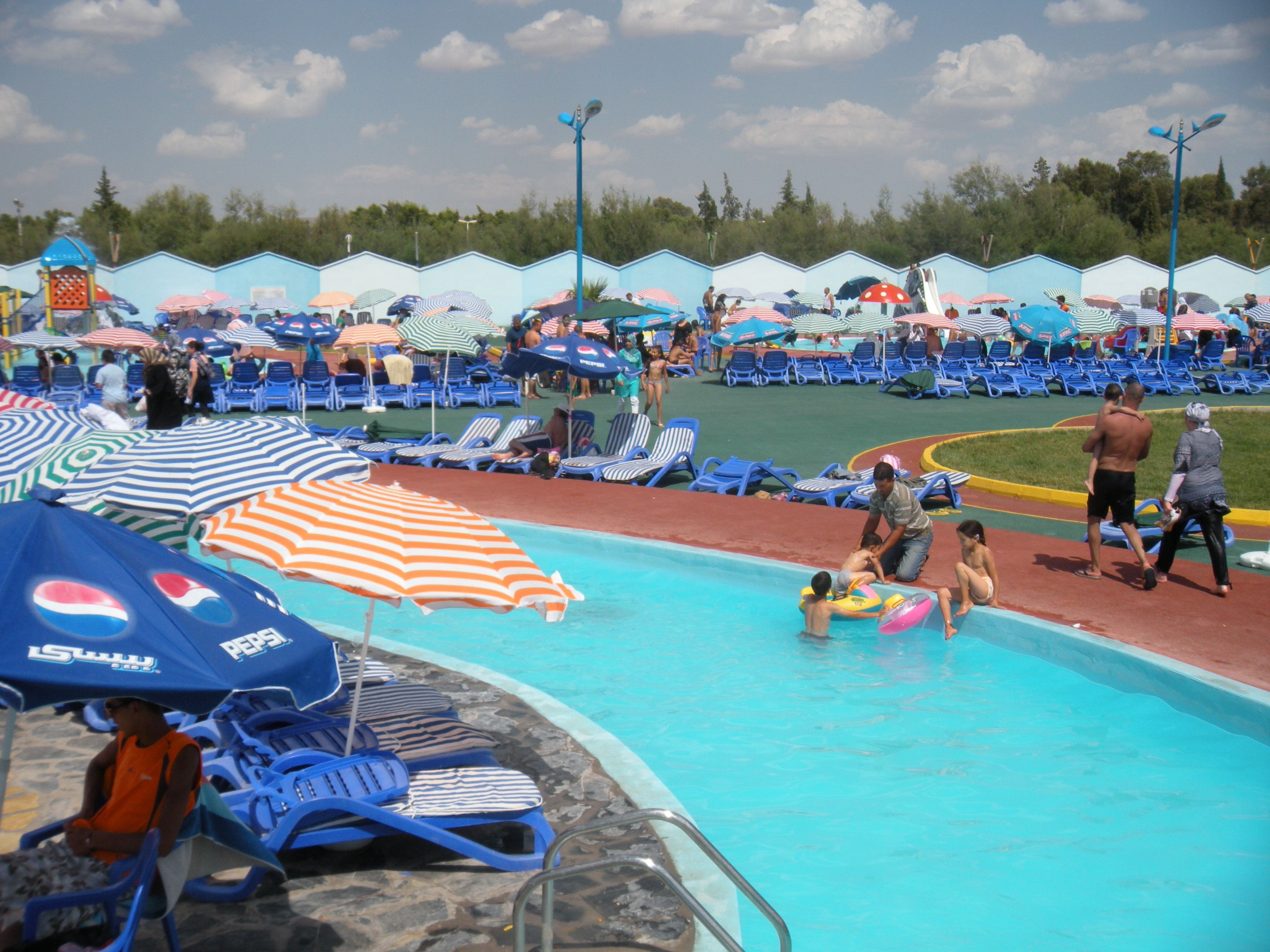
Rivière paresseuse vu d'un des ponts qui l'enjambe à l'aqualand Lompi Family Park à Djerma
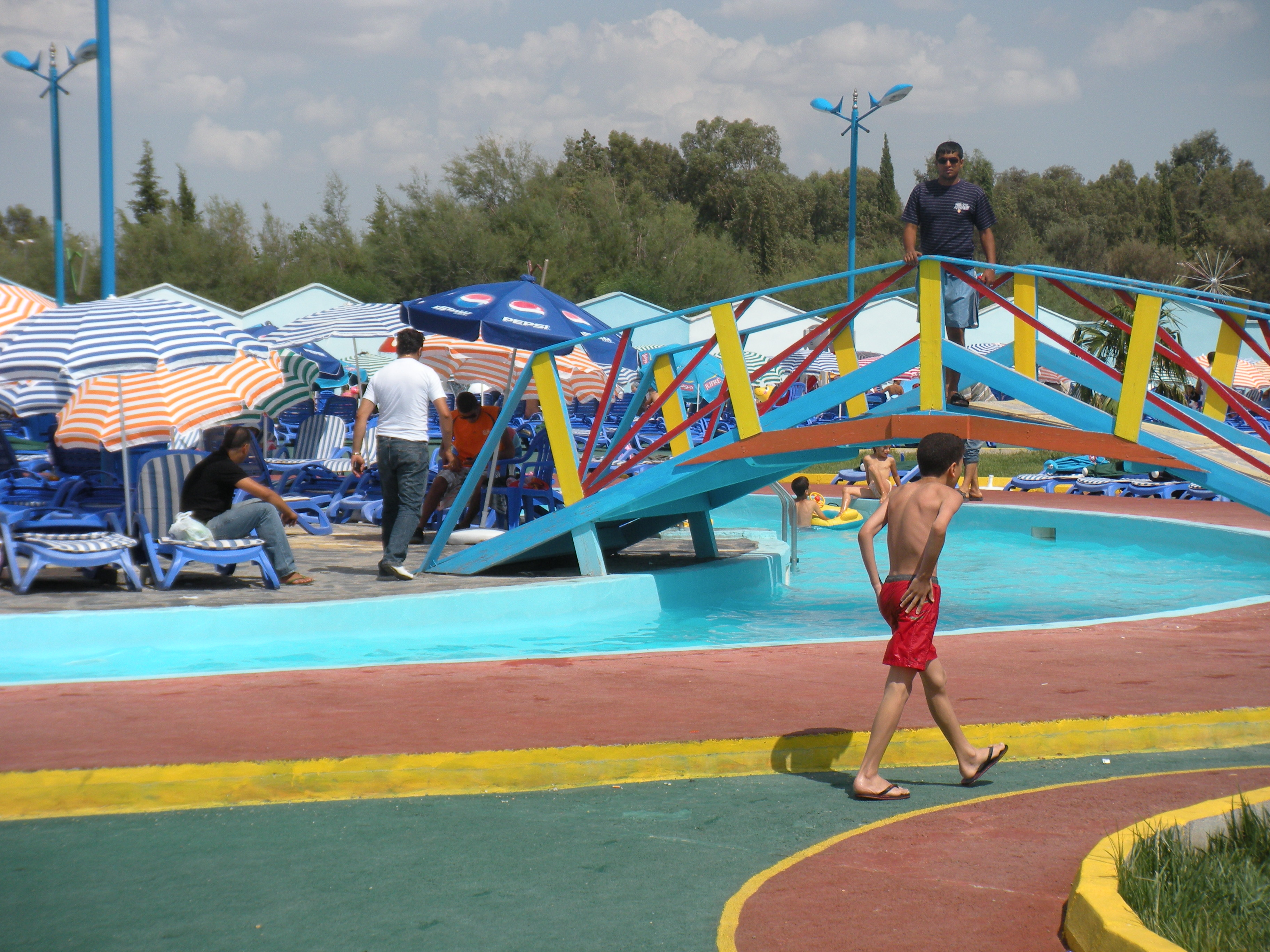
Un des ponts enjambant la rivière d'eau de l'aqualand du Lompi Family Park dans la Wilaya de Batna

## Projets
Le Lompi Family Park projette de se doter d'une Torrent river (appelée Rivière d'aventure). Variante de la rivière paresseuse, la rivière d'aventure est doté du même système que celui dont disposent les piscines à vagues. En outre, des fontaines de type brumisateur seraient à l'étude.